# Державна соціальна служба України
Державна соціальна служба України — колишній центральний орган виконавчої влади, діяльність якого спрямовується і координується Кабінетом Міністрів України через Міністра соціальної політики і який реалізує державну політику у сфері соціального захисту населення та захисту прав дітей, а також здійснює державний контроль під час надання соціальної підтримки.
Головне завдання служби — перевіряти законність отримання соцвиплат українцями і виявляти шахраїв.
Орган так і не запрацював. 4 листопада 2020 р. він був ліквідований для того, щоб створити Національну соціальну сервісну службу України.

## Історія створення
Реформа соціальних служб проводиться в рамках проекту «Модернізація системи соціальної підтримки населення України», який фінансується Світовим банком.
На соціальну допомогу в Україні виділяються великі суми: у 2019 році — понад 120 мільярдів гривень. Незалежного контролю за витрачанням цих коштів досі не було. Функції призначення соціальної допомоги і контролю за використанням коштів об'єднані місцевими управліннями соцзахисту, які допускають у роботі тисячі помилок, фактично в кожній третій справі.
Міністерство фінансів вважає, що близько 30 % соціальних виплат нараховуються і виплачуються незаконно. Після запуску Єдиного реєстру одержувачів субсидій (липень 2018) виявлено 20 тисяч осіб, які отримували подвійну субсидію.
12 грудня 2018 року Уряд створив Державну соціальну службу України. 22 травня 2019 року іншою Постановою затверджено Положення про цей орган.
25 червня 2019 пройшов конкурс на керівника Держсоцслужби. За його підсумками нову структуру очолить Марина Лазебна.
Співробітники Держсоцслужби будуть набрані з Міністерства соціальної політики: до реформи в міністерстві працювали 520 осіб, 120 з яких перейдуть до нової структури.
18 грудня 2019 р. прийняте нове положення про службу.

## Статус
Згідно з Положенням, Державна соціальна служба України володіє компетенцією у сферах:
- соціального захисту населення;
- сім'ї;
- захисту прав дітей; бездомних осіб; осіб, які відбули покарання у вигляді обмеження волі або позбавлення волі на певний строк, а також звільнені від подальшого відбування зазначених видів покарання;
- протидії торгівлі людьми;
- проведення соціальної роботи та надання соціальних послуг;
- запобігання та протидії домашньому насильству;
- захисту прав депортованих за національною ознакою осіб, які повернулися в Україну; внутрішньо переміщених осіб;
- соціального захисту осіб з інвалідністю, осіб, постраждалих внаслідок Чорнобильської катастрофи, ветеранів праці, ветеранів військової служби, жертв нацистських переслідувань, дітей війни та жертв політичних репресій;
- соціальної та професійної адаптації військовослужбовців, які звільняються, осіб, звільнених з військової служби;
- державного контролю за додержанням вимог законодавства під час надання соціальної підтримки.

Держсоцслужба має право, зокрема, проводити перевірки структурних підрозділів місцевих держадміністрацій, органів місцевого самоврядування, що забезпечують надання соціальної підтримки; суб'єктів, що надають соціальні послуги; отримувачів соціальної підтримки.
Служба здійснює свої повноваження безпосередньо та через територіальні органи. Її очолює Голова, який призначається на посаду та звільняється з посади Кабінетом Міністрів за пропозицією Комісії з питань вищого корпусу державної служби.